# Cos (divindade)
Cos ou Caus (em edomita: 𐤒𐤅‬‬𐤎, Qāws; קוס) foi a divindade nacional de Edom. Seu culto, porém, já é atestado antes da existência do reino. Na Bíblia é atestado apenas no nome de Barcos (Esdras 2:53 e Neemias 7:55), que significa "Cos brilho adiante".